# Regetovka
Regetovka je obec na Slovensku v okrese Bardejov. Žije zde 46 obyvatel, první písemná zmínka pochází z roku 1597. V letech 1970 až 1992 byla přičleněna k obci Chmeľová. Nachází se zde řeckokatolický chrám svatého Demetria z roku 1893.